# 国分寺町 (栃木県)
国分寺町（こくぶんじまち）は、栃木県下都賀郡に属していた町である。
小山市への通勤率は18.2%、宇都宮市への通勤率は10.1%（いずれも平成17年国勢調査）。2006年1月10日、隣接する石橋町、河内郡南河内町と新設合併して下野市となり、廃止した。
町名は、同町内にある741年に建立された下野国分寺・同尼寺に由来する。

## 地理
- 河川：姿川

## 歴史

### 沿革
- 1889年4月1日 - 小金井村、国分村、川中子村などが合併し国分寺村（こくぶんじむら）成立。
- 1954年4月1日 - 国分寺村が町制施行、即日改称し、国分寺小金井町（こくぶんじこがねいまち）となる。
- 1954年4月29日 - 国分寺小金井町が国分寺町に改称。
- 1991年1月1日 - 小山市と境界変更。同日、下都賀郡石橋町とも境界変更。
- 2006年1月10日 - 国分寺町が石橋町、河内郡南河内町と新設合併し、下野市が発足。

## 行政
- 国分寺村長

| 代 | 氏名         | 就任                      | 退任                      | 備考 |
| -- | ------------ | ------------------------- | ------------------------- | ---- |
| 1  | 大越久平     | 1889年（明治22年）10月    | 1897年（明治30年）10月    |      |
| 2  | 伊沢徳之進   | 1897年（明治30年）10月    | 1912年（明治45年）5月     |      |
| 3  | 木村喜一     | 1912年（明治45年）5月     | 1915年（大正4年）10月     |      |
| 4  | 白石伝三郎   | 1915年（大正4年）10月     | 1917年（大正6年）11月     |      |
| 5  | 大越竜一郎   | 1917年（大正6年）11月     | 1919年（大正10年）11月    |      |
| 6  | 白石伝三郎   | 1919年（大正10年）11月    | 1924年（大正13年）7月     |      |
| 7  | 田村宗三     | 1924年（大正13年）7月     | 1930年（昭和5年）3月      |      |
| 8  | 大越勝吉     | 1930年（昭和5年）3月      | 1936年（昭和11年）12月    |      |
| 9  | 浜口房吉     | 1936年（昭和11年）12月    | 1940年（昭和15年）12月    |      |
| 10 | 海老原弥一郎 | 1940年（昭和15年）12月    | 1946年（昭和21年）4月     |      |
| 11 | 稲葉敏       | 1946年（昭和21年）4月     | 1947年（昭和22年）4月     |      |
| 12 | 大山勝三郎   | 1947年（昭和22年）4月30日 | 1951年（昭和26年）4月29日 |      |
| 13 | 大越利雄     | 1951年（昭和26年）4月30日 | 1954年（昭和29年）3月31日 |      |

- 国分寺町長（国分寺小金井町長）

| 代 | 氏名     | 就任                      | 退任                      | 備考         |
| -- | -------- | ------------------------- | ------------------------- | ------------ |
| 1  | 大越利雄 | 1954年（昭和29年）4月1日  | 1959年（昭和34年）4月29日 |              |
| 2  | 大越憲   | 1959年（昭和34年）4月30日 | 1963年（昭和38年）4月29日 |              |
| 3  | 高橋佳良 | 1963年（昭和38年）4月30日 | 1973年（昭和48年）6月3日  | 在任中死去   |
| 4  | 若林英二 | 1973年（昭和48年）7月22日 | 2001年（平成13年）7月21日 |              |
| 5  | 大垣隆   | 2001年（平成13年）7月22日 | 2006年（平成18年）1月9日  | 初代下野市長 |

出典:『国分寺町史』, p. 719,859

### 子ほめ条例
1985年（昭和60年）10月21日、国分寺町は「国分寺町児童生徒表彰に関する条例」を制定した。これは町長の若林英二が選挙公約として掲げたもので、義務教育の9年間のうちに全児童・生徒を必ず1回表彰するというものであった。校長は表彰対象となる児童・生徒を推薦し、その児童・生徒が被表彰者に選ばれると、町長から銅メダルを、教育長から賞状を贈られた。子どもに授与される賞の名前は、奉仕賞・親切賞・努力賞・体育賞・学芸賞のいずれかであった。
こうした条例は日本全国に先駆けたものであり、新聞が命名した「子ほめ条例」の通称で広まった。2003年（平成15年）には、子ほめ条例に関係する自治体を集めた「第1回全国子どもをほめよう研究大会」（全国子ほめフォーラム）が大分県前津江村（現・日田市）で開催された。
子ほめ条例は、少子化に悩む小規模な町村を中心に17市町村まで広がったが、市町村合併の影響で失効した市町村が多く、2007年（平成19年）時点で6市町だけになった。国分寺町が合併し、下野市の一部となってからは、「下野市児童表彰条例」が制定され、下野市全域の児童が表彰対象となった。

## 地域

### 教育
- 栃木県立国分寺特別支援学校
- 国分寺町立国分寺中学校
- 国分寺町立国分寺小学校
- 国分寺町立国分寺西小学校
- 国分寺町立国分寺東小学校
- 国分寺町立図書館

## 交通

### 鉄道路線
- 東日本旅客鉄道（JR東日本）
  - 宇都宮線（東北本線）：小金井駅 - 自治医大駅

### 道路
- 一般国道
  - 国道4号
  - 新4号国道（国道4号バイパス）
- 県道（主要地方道）
  - 栃木県道18号小山壬生線
  - 栃木県道44号栃木二宮線

## 名所・旧跡・観光スポット・祭事・催事
- 下野国分寺
- 下野国分尼寺